# Хейбейсько-шаньдунський говір
Хейбейсько-шаньдунський говір або говір Цзі-Лу (спрощ.: 冀鲁官话; кит. трад.: 冀魯官話; піньїнь: jìlǔ guānhuà, цзілу ґуаньхуа) — діалект, яким розмовляють мешканці східного Китаю.
Належить до північно-східної групи говорів північного наріччя китайської мови. Близький до розмовної китайської мови путунхуа.
Поширений у місті Тяньцзінь, на півдні провінції Хебей та заході провінції Шаньдун.
Назва походить від стародавніх китайських держав Цзі (zh:冀国) та Лу, які знаходилися на території цих провінцій.
Поділяється на три підговори:
- бао-танський (кит.: 保唐片)
- ші-цзіський (кит.: 石济片)
- цан-хуейський (кит.: 沧惠片)

Кількість мовців на 1988 рік становила близько 83,6 мільйонів осіб.